# Hrabová Roztoka
Hrabová Roztoka és un poble i municipi d'Eslovàquia. Es troba a la regió de Prešov, al nord del país.

## Història
La primera referència escrita de la vila data del 1568.

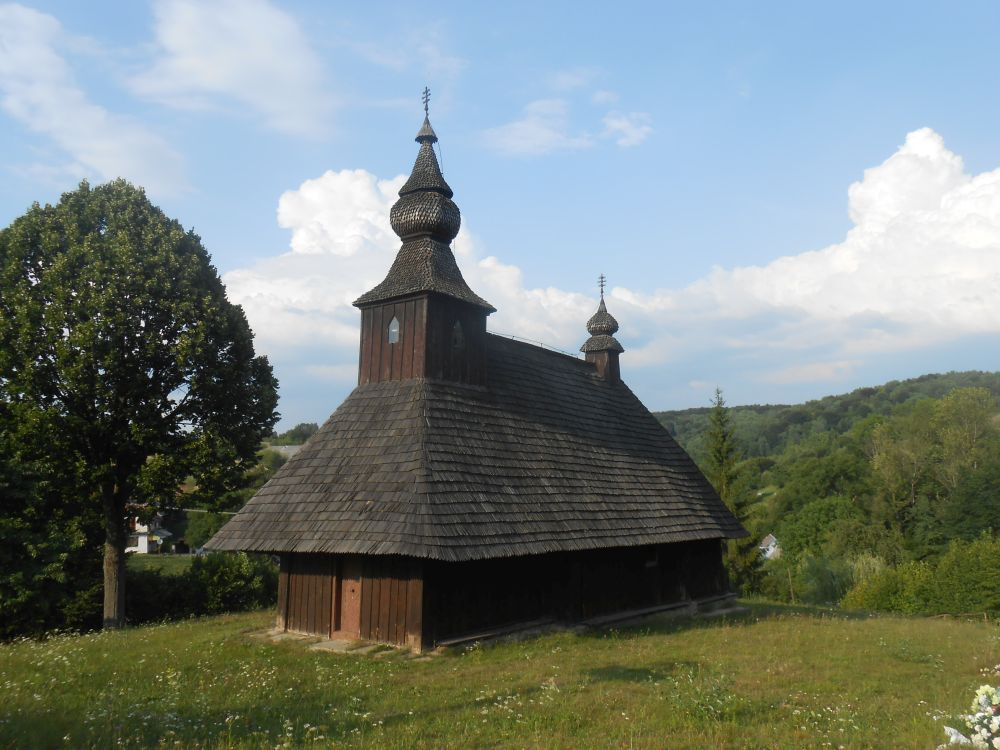
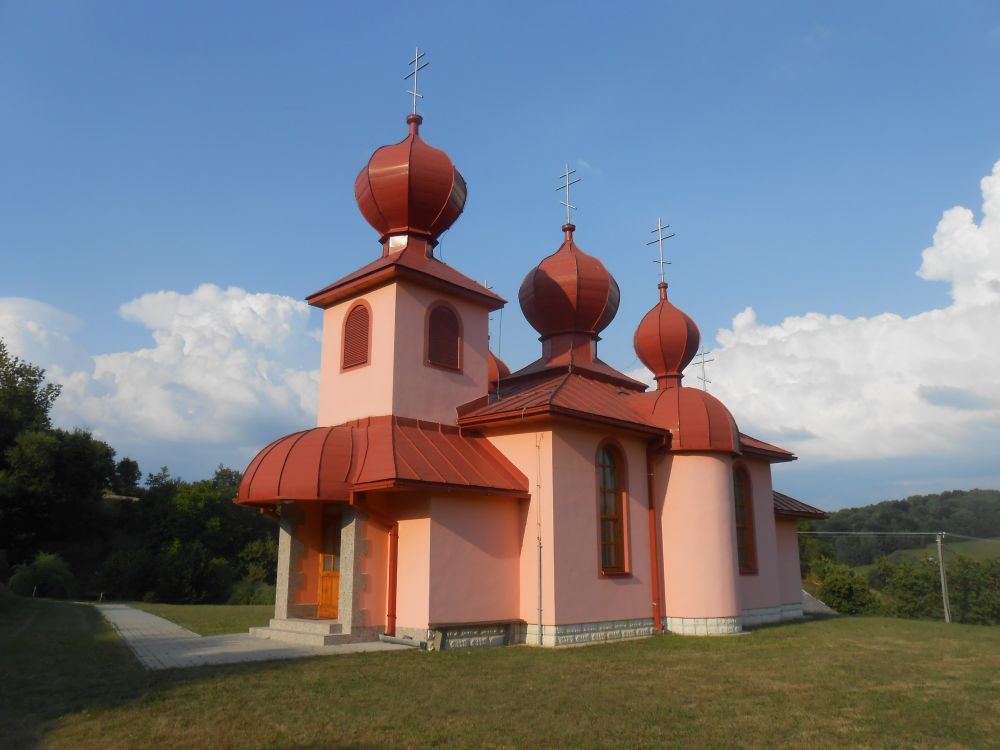

## Demografia
| Godina             | 1994 | 2004    | 2014   | 2024    |
| ------------------ | ---- | ------- | ------ | ------- |
| Nombre de persones | 90   | 68      | 63     | 52      |
| Diferència         |      | −24,44% | −7,35% | −17,46% |

| Godina             | 2023 | 2024 |
| ------------------ | ---- | ---- |
| Nombre de persones | 50   | 52   |
| Diferència         |      | +4%  |